# La Question (film)
Pour les articles homonymes, voir La Question.
Pour plus de détails, voir Fiche technique et Distribution.
La Question film français réalisé par Laurent Heynemann, sorti sur les écrans en 1977.
Il s'agit d'une adaptation du livre La Question d'Henri Alleg. Alleg est représenté dans le film par la figure d'Henri Charlègue, dont le rôle est tenu par Jacques Denis.
Le film, à cause des scènes de torture, est interdit aux moins de 18 ans lors de sa sortie, ce qui peut être considéré comme une forme de censure, en lien avec le souvenir encore récent de la guerre d'Algérie.

## Synopsis
En août 1956, en pleine guerre d'Algérie, les pouvoirs spéciaux ont été votés déjà depuis six mois, alors que s'affrontent de plus en plus violemment les cellules du FLN et les milices partisanes de l'Algérie française. Henri Charlègue (Jacques Denis) est le directeur d’Alger démocratique (dont le nom est inspiré du journal Alger républicain), un quotidien communiste, désormais interdit. Avec les autres membres de la rédaction, ils vivent et se réunissent dans la clandestinité à Alger, où ils continuent à faire paraître leur journal.
Le 8 janvier 1957, le général Jacques Massu (dans le film « général Martin »), commandant de la 10e division parachutiste, entre dans la ville avec 8 000 paras, avec pour mission de pacifier Alger. Il proclame la loi martiale. Les perquisitions et les arrestations se succèdent. Le 11 juin 1957, le mathématicien Maurice Oudinot (dans la réalité Maurice Audin), un soutien « légal » de la cause algérienne, est arrêté. Le lendemain, Henri Charlègue frappe à la porte de son ami Oudinot, dont il ignore l'arrestation. Il est alors cueilli par les parachutistes. Il est emmené dans un centre d'interrogatoire, sous les ordres du lieutenant Carbonneau (Jean-Pierre Sentier), où il va être torturé pendant plusieurs jours.
Pendant que la détention de Charlègue et d'Oudinot se prolonge, leurs épouses entreprennent de nombreuses démarches pour les voir, mais en vain. Lors d'un interrogatoire, Oudinot décède d'épuisement. Sa mort est camouflée en évasion. Au même moment, la femme de Charlègue est expulsée en métropole.
Les interrogatoires prennent fin et Charlègue est transféré en prison. C'est là que, au moyen d'un subterfuge, il va rédiger le récit de ce qu'il a vécu depuis son arrestation. Le document sera édité sous la forme d'un livre intitulé La Question.
Après trois ans de détention préventive, Charlègue est jugé à Rennes. Le 4 octobre 1961,il s'évade de l'infirmerie de sa prison. Six mois plus tard est promulguée la loi d'amnistie de 1962 concernant les actes commis au cours de la guerre d'Algérie, qu'ils soient du fait du FLN, de l'OAS ou des militaires français. Elle rendra donc impossible les poursuites à l'encontre des militaires impliqués dans les agissements décrits par le livre de Charlègue.

## Fiche technique
- Titre original : La Question
- Réalisation : Laurent Heynemann
- Assistants réalisateur : Claude Othnin-Girard et Sébastien Grall
- Scénario : Laurent Heynemann, Claude Veillot d'après La Question d'Henri Alleg
- Décors : Richard Malbequi
- Photographie : Alain Levent
- Son : Michel Desrois
- Montage : Ariane Boeglin, Armand Psenny
- Musique : Antoine Duhamel
- Production : Jean-Marie Richard
  - Producteur délégué : Jean-Serge Breton
- Société(s) de production : Little Bear, Rush Distribution, Z Productions
- Société(s) de distribution : PlanFilm
- Pays d’origine :  France
- Langue : français
- Format : couleur - 35 mm
- Interdiction aux moins de 18 ans à sa sortie en salles en France.
- Genre : drame, historique, guerre
- Durée : 112 minutes
- Date de sortie : France 4 mai 1977

## Distribution
- Jacques Denis : Henri Charlègue (inspiré du journaliste Henri Alleg, membre du Parti communiste français)
- Nicole Garcia : Agnès Charlègue
- Jean-Pierre Sentier : Lieutenant Carbonneau
- Françoise Thuries  : Josette Oudinot
- Christian Rist : Maurice Oudinot (inspiré de Maurice Audin, mathématicien, membre du Parti communiste algérien)
- Michel Beaune : Professeur Fayard
- Djéloul Beghoura : Hamid
- Jean Benguigui : Claude
- Maurice Bénichou : Vincent
- Roland Blanche : Derida
- Jacques Boudet : Commandant Roch
- Christian Bouillette : Gargouille
- Gilbert Costa : Garnero
- Jean-Claude de Goros : Brull
- François Dyrek : Lieutenant Herbelin (inspiré du lieutenant Philippe Erulin)
- Michel Fortin : Le policier arrestation
- Jacques Frantz : Lieutenant Lamaze
- Jean-Marie Galey : Le médecin de Rennes
- Jacqueline Huppert : L'infirmière de Rennes
- François Lalande : Maître Michaeli
- Henri Marteau : Colonel Treguier
- Irène Moucan : Mme Capolongo
- Jean Le Mouël : Le gardien-chef Barberousse
- Olivia Orlandi : Mme Ferrer
- Robert Party : Général Martin (inspiré du général Jacques Massu)
- Fred Personne : Commandant Massot
- Jacky Pratoussy : Le toulousain
- Georges Riquier : Toutain
- Pierre Rousseau : Capitaine Fouquet
- André Rouyer : Capitaine Lavisse (inspiré du capitaine Devis)
- Gérard Surugue : Le Parisien
- Pierre Valde : Le président assassiné
- Pierre Berrou : Un militaire
- Philippe Chauveau

## Distinctions
- Laurent Heynemann remporta en 1977 le Prix spécial du Jury au Festival International du Film de Saint-Sébastien.

## Autour du film
- La loi du 22 mars 1962 interdit de citer les noms des militaires et des fonctionnaires impliqués dans des affaires de torture en Algérie. Le réalisateur décide de donner des noms de substitution à tous les personnages du film.
- Le film est dédié à la mémoire de Maurice Audin, représenté dans le film par la figure de Maurice Oudinot. Maurice Audin, mathématicien, membre du Parti communiste algérien, a été arrêté le 11 juin 1957 et a disparu. Son corps n'a jamais été retrouvé.